# Teorija Archipterygiuma
Archipterygium (ili drevna peraja) je ideja o postojanju primitivnog udnog dijela iz kojeg su evoluirali udovi tetrapodnih životinja. Ideju je predložio Karl Gegenbaur 1878. godine, a ponekad se naziva i hipoteza septuma škrga. Po toj ideji, ud sd sastojao od niza zraka, pri čemu je jedna zraka velika, a preostale su male, pričvršćene na strane. Gegenbaur je ovu ideju bazirao na peraji Ceratodusa i njegovoj sličnosti s područjem oko škrga u Elasmobranchsa. Predložio je da pentadaktilni ud modernih tetrapoda potječe s jedne strane arhipeterija. Thomas Huxley je ideju ispitao i kritizirao. Predložio je ideju po kojoj se tetrapodni ud ili heiroterterigij razlikuju po svom podrijetlu od plućnih riba i da su se njih dvojica možda razlikovali od pravog pradavnog arhipeterogija. Francis Balfour je u bočnim perajama identificirao alternativno podrijetlo tetrapodnih udova. Nakon njih uslijedilo je nekoliko drugih modificiranih hipoteza. Iako je ideja o arhipeteriju zastarjela, bila je to jedna od prvih većih primjena evolucijske morfologije i razvoja.